# Neoheterakis chapini
Neoheterakis chapini ist eine Art der Spulwürmer, die den Dickdarm beim Kongopfau befällt. Sie ist bislang der einzige Vertreter der Gattung und in der Demokratischen Republik Kongo nachgewiesen.

## Merkmale
Die Gattung umfasst kleine weißliche Würmer mit abgerundeten Vorder- und spitzen Hinterende. Jede der drei Lippen trägt ein Paar Halsstreifen (cordons), die rücklaufend, aber nicht untereinander verbunden sind. Sie formen sechs, 50 bis 60 µm lange und nach hinten gerichtete Schlingen, die von alle von den Zwischenlippenräumen entspringen. Von der Lippeninnenseite überragt eine Kutikulaprojektion (Cheilorhabdion) die Mundöffnung nach vorn. Der Ösophagus ist in einen kurzen vorderen und einen langen hinteren Teil gegliedert, letzterer endet in einer kolbigen Auftreibung (Bulbus), der eine Klappe enthält. Der Genitalsaugnapf ist muskulös und kräftig entwickelt. Die 13 Paare von Kaudalpapillen bei Männchen sind generell gestielt und sitzen am Kaudalflügel. Die Spicula sind gleich lang und auch in der Gestalt ähnlich.
Männchen von Neoheterakis chapini sind 4,81 bis 5,59 mm lang und maximal 0,26 bis 0,28 mm dick. Die Exkretionspore liegt 0,5 mm hinter dem Vorderende. Der Genitalsaugnapf liegt 0,36 bis 0,38 mm vor der Schwanzspitze und hat einen Durchmesser von 0,15 bis 0,16 mm. Die Kaudalflügel sind etwas über 0,5 mm lang und etwa 0,27 mm breit. Die Spicula sind 0,36 bis 0,39 mm lang, ein Gubernaculum fehlt.
Weibchen sind 7,02 bis 7,67 mm lang und maximal 0,33 bis 0,37 mm dick. Die Exkretionspore liegt gut 0,6 mm hinter dem Vorderende. Die Vulva liegt in der hinteren Körperhälfte, 2,6 bis 3,1 mm vor der Schwanzspitze. Ihr Hinterrand ist durch eine Anschwellung der Kutikula gekennzeichnet, bei einigen Exemplaren auch der Vorderrand. Schwanz läuft nach hinten in eine dünne Spitze aus und ist 0,89 bis 0,93 mm lang. Die Eier sind 60 × 30 µm groß.